# Pyrrhia
Pyrrhia är ett släkte av fjärilar som beskrevs av Jacob Hübner 1821. Pyrrhia ingår i familjen nattflyn.

## Dottertaxa tillPyrrhia, i alfabetisk ordning[1][2]
- Pyrrhia abrasa
- Pyrrhia aconita
- Pyrrhia angulata
- Pyrrhia bifasciata
- Pyrrhia cilisca
- Pyrrhia conspicua
- Pyrrhia depurpurata
- Pyrrhia erubescens
- Pyrrhia exprimens
- Pyrrhia hedemanni
- Pyrrhia immixta
- Pyrrhia junctia
- Pyrrhia marginago
- Pyrrhia marginata
- Pyrrhia olivaria
- Pyrrhia postclara
- Pyrrhia postfasciata
- Pyrrhia prazanoffzkyi
- Pyrrhia pryeri
- Pyrrhia purpurago
- Pyrrhia purpurina
- Pyrrhia purpurites
- Pyrrhia rutilago
- Pyrrhia stilla
- Pyrrhia stupenda
- Pyrrhia suffusa
- Pyrrhia taurica
- Pyrrhia tibetana
- Pyrrhia treitschkei
- Pyrrhia umbra
- Pyrrhia umbrago
- Pyrrhia vexilliger
- Pyrrhia victorina